# Arroyo Petrel
El arroyo Petrel (en polaco: Potok Petrela ) es un arroyo en la isla Rey Jorge en el archipiélago de las islas Shetland del Sur. Sus cabeceras se encuentran en la zona de hielo muerto y las morrenas del norte de Rescuers Hills a una altitud de 35 m. El arroyo desemboca en la ensenada Suszczewski, a la que llega al este del glaciar Ecology y al oeste de punta Llano.
Los científicos polacos le pusieron el nombre inspirándose en las tres gigantes colonias de cría del petrel gigante que se encuentran en el mismo lugar.
Hay un Sturmvogelbach, bautizado así por científicos alemanes en la península Fildes, en el oeste de la isla Rey Jorge. Es el mismo nombre en alemán.

## Literatura
- John Stewart: Antártida – An Encyclopedia. Vol. 2, McFarland & Co., Jefferson y Londres 2011, ISBN 978-0-7864-3590-6, pág. 1208 (en inglés)